# Epicephala strepsiploca
Epicephala strepsiploca là một loài bướm đêm thuộc họ Gracillariidae. Nó được tìm thấy ở Ấn Độ (Karnataka và Maharashtra).